# Filigranologi
Filigranologi er læren om vandmærksmønstre baseret på guld- og sølvtrådsarbejder. Dette bruges bl.a. til at tidsbetemme historiske dokumenter.